# 천사의 분노 (1973년 영화)
천사의 분노는 1973년 공개된 대한민국의 영화이다.

## 배역
- 신성일
- 손창민
- 장혁